# 糖松

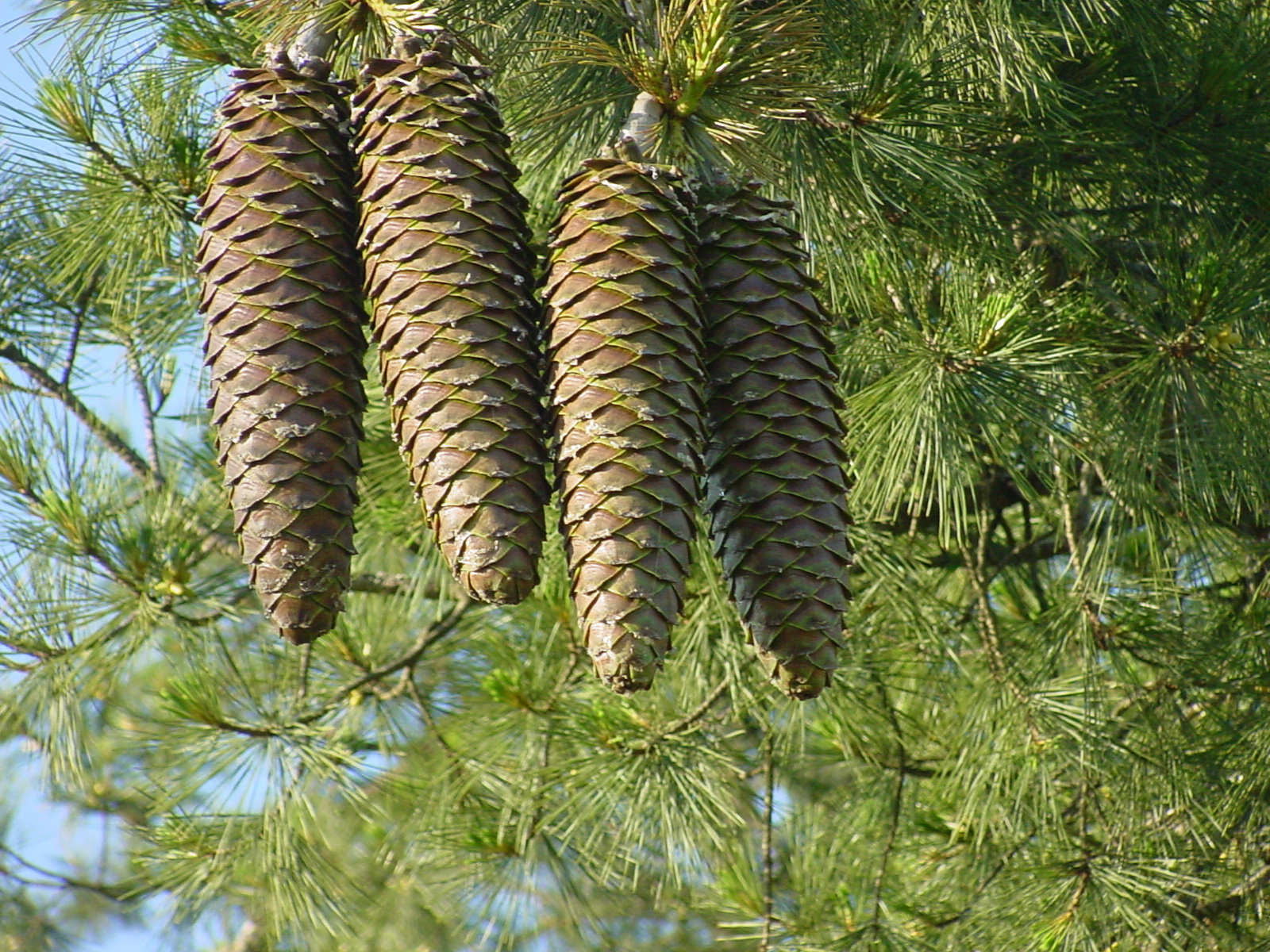
松果

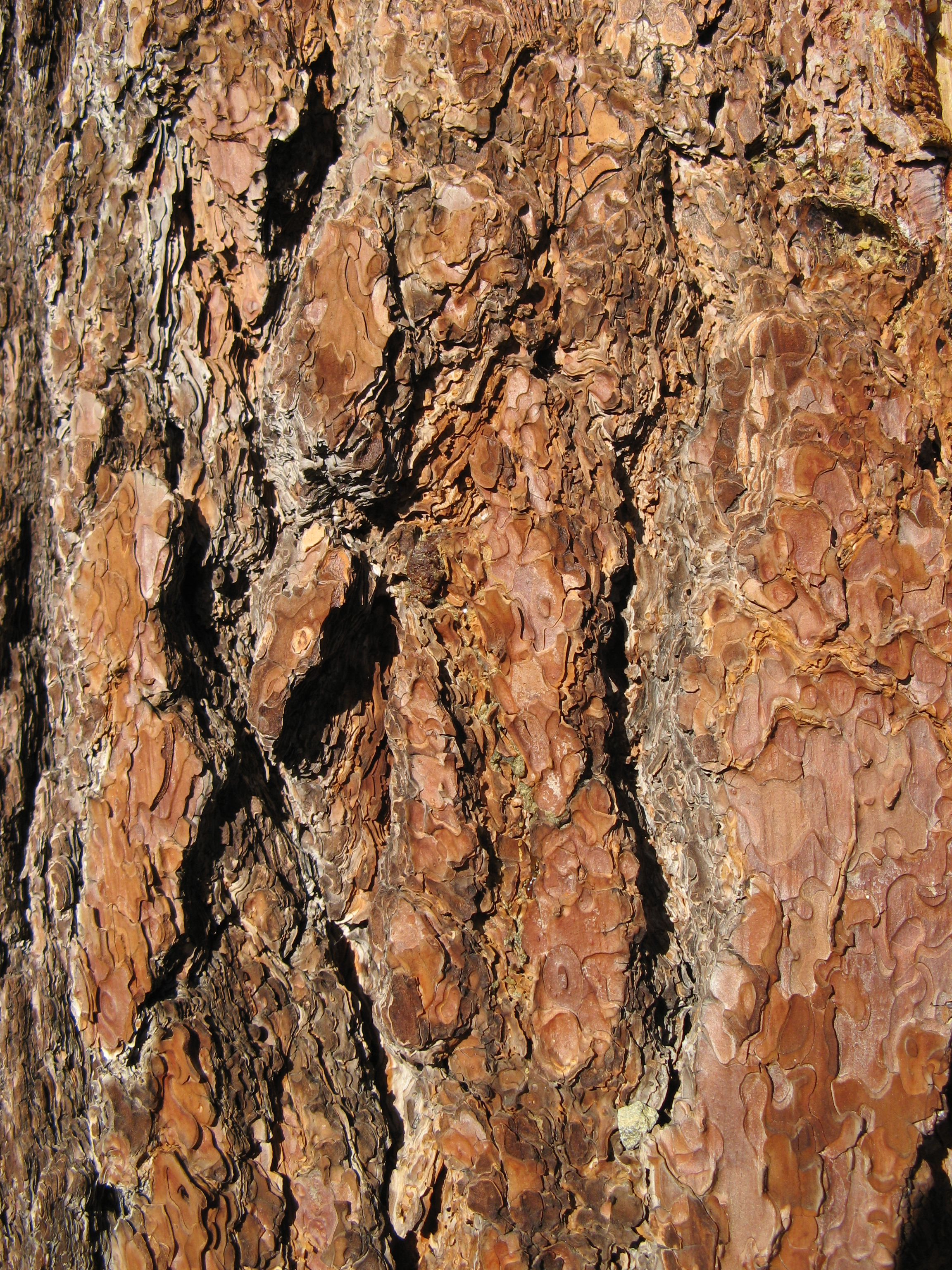
树皮

糖松（学名：Pinus lambertiana）是松属的一种五针白松，是最高、最大的松树之一，原产于俄勒冈州到下加利福尼亚的太平洋沿海地区。其松果含有较高的糖分，美国原住民会食用它的种子。其种加词来自艾爾默·伯克·蘭伯特的姓。

## 特征
糖松高40—60（130—195英尺），最高可达83米（272英尺）。其直径在1.5—2.5米（4英尺11英寸—8英尺2英寸）之间，最粗可达3.5米（11英尺）。最高的糖松于2015年发现于优胜美地国家公园，高83.45（273英尺9英寸）。它的松果也是所有松属植物中最长的，长20—50 cm（73⁄4—193⁄4英寸），不过考尔泰松的松果要更重。它从不独自成林，总是和其他植物混生。 